# Municipio de Jefferson (condado de Desha)
El municipio de Jefferson (en inglés: Jefferson Township) es un municipio ubicado en el condado de Desha en el estado estadounidense de Arkansas. En el año 2010 tenía una población de 239 habitantes y una densidad poblacional de 1,64 personas por km².

## Geografía
El municipio de Jefferson se encuentra ubicado en las coordenadas 33°48′11″N 91°23′43″O / 33.80306, -91.39528. Según la Oficina del Censo de los Estados Unidos, el municipio tiene una superficie total de 145.98 km², de la cual 138,05 km² corresponden a tierra firme y (5,43 %) 7,93 km² es agua.

## Demografía
Según el censo de 2010, había 239 personas residiendo en el municipio de Jefferson. La densidad de población era de 1,64 hab./km². De los 239 habitantes, el municipio de Jefferson estaba compuesto por el 79,5 % blancos, el 15,48 % eran afroamericanos, el 5,02 % eran de otras razas. Del total de la población el 10,04 % eran hispanos o latinos de cualquier raza.